# Біланоба-д'Аскурналбоу
Білано́ба-д'Аскурналбо́у (кат. Vilanova d'Escornalbou, вимова літературною каталанською [biłə'nɔβə dəskuɾnəł'bow]) — муніципалітет, розташований в Автономній області Каталонія, в Іспанії. Код муніципалітету за номенклатурою Інституту статистики Каталонії — 431671. Знаходиться у районі (кумарці) Баш-Камп (коди району — 08 та BC) провінції Таррагона, згідно з новою адміністративною реформою перебуватиме у складі баґарії (округи) Камп-да-Таррагона.

## Назва муніципалітету
Назва муніципалітету походить від лат. vila nova та кат. escorna el bou — «бичачий ріг».

## Населення
Населення міста (у 2007 р.) становить 502 особи (з них менше 14 років — 12,5 %, від 15 до 64 — 70,3 %, понад 65 років — 17,1 %). У 2006 р. народжуваність склала 4 особи, смертність — 0 осіб, зареєстровано 1 шлюб. У 2001 р. активне населення становило 213 осіб, з них безробітних — 6 осіб.
Серед осіб, які проживали на території міста у 2001 р., 376 народилися в Каталонії (з них 315 осіб у тому самому районі, або кумарці), 28 осіб приїхало з інших областей Іспанії, а 38 осіб приїхало з-за кордону.
Вищу освіту має 3,7 % усього населення.
У 2001 р. нараховувалося 159 домогосподарств (з них 26,4 % складалися з однієї особи, 20,1 % з двох осіб,18,9 % з 3 осіб, 23,3 % з 4 осіб, 7,5 % з 5 осіб, 2,5 % з 6 осіб, 1,3 % з 7 осіб, 0 % з 8 осіб і 0 % з 9 і більше осіб).
Активне населення міста у 2001 р. працювало у таких сферах діяльності: у сільському господарстві — 24,6 %, у промисловості — 18,4 %, на будівництві — 16,9 % і у сфері обслуговування — 40,1 %.
У муніципалітеті або у власному районі (кумарці) працює 149 осіб, поза районом — 106 осіб.

### Безробіття
У 2007 р. нараховувалося 12 безробітних (у 2006 р. — 13 безробітних), з них чоловіки становили 58,3 %, а жінки — 41,7 %.

## Економіка

### Підприємства міста

#### Промислові підприємства
| \| Промислові підприємства міста, за сферою діяльності \| Промислові підприємства міста, за сферою діяльності \| Промислові підприємства міста, за сферою діяльності \| \| Рік \| 2002 р. \| 2001 р. \| \| --------------------------------------------------- \| --------------------------------------------------- \| --------------------------------------------------- \| \| Енергетичні та водні ресурси \| 22,2 % \| 12,5 % \| \| Хімія та метали \| 11,1 % \| 12,5 % \| \| Переробка металів \| 11,1 % \| 12,5 % \| \| Продукти харчування \| 11,1 % \| 12,5 % \| \| Текстиль \| 33,3 % \| 37,5 % \| \| Виробництво меблів, видання \| 11,1 % \| 12,5 % \| \| Інше \| 0 % \| 0 % \| \| Усього підприємств \| 9 \| 8 \| |         |         |
| Промислові підприємства міста, за сферою діяльності |         |         |
| Рік | 2002 р. | 2001 р. |
| Енергетичні та водні ресурси | 22,2 %  | 12,5 %  |
| Хімія та метали | 11,1 %  | 12,5 %  |
| Переробка металів | 11,1 %  | 12,5 %  |
| Продукти харчування | 11,1 %  | 12,5 %  |
| Текстиль | 33,3 %  | 37,5 %  |
| Виробництво меблів, видання | 11,1 %  | 12,5 %  |
| Інше | 0 %     | 0 %     |
| Усього підприємств | 9       | 8       |

#### Роздрібна торгівля
| \| Підприємства роздрібної торгівлі міста, за сферою діяльності \| Підприємства роздрібної торгівлі міста, за сферою діяльності \| Підприємства роздрібної торгівлі міста, за сферою діяльності \| \| Рік \| 2002 р. \| 2001 р. \| \| ------------------------------------------------------------ \| ------------------------------------------------------------ \| ------------------------------------------------------------ \| \| Продукти харчування \| 40 % \| 40 % \| \| Одяг та взуття \| 0 % \| 0 % \| \| Товари для дому \| 0 % \| 0 % \| \| Книги та періодичні видання \| 0 % \| 0 % \| \| Промислова хімічна продукція \| 40 % \| 40 % \| \| Продукція, пов'язана з транспортними засобами \| 0 % \| 0 % \| \| Інше \| 20 % \| 20 % \| \| Усього підприємств \| 5 \| 5 \| |         |         |
| Підприємства роздрібної торгівлі міста, за сферою діяльності |         |         |
| Рік | 2002 р. | 2001 р. |
| Продукти харчування | 40 %    | 40 %    |
| Одяг та взуття | 0 %     | 0 %     |
| Товари для дому | 0 %     | 0 %     |
| Книги та періодичні видання | 0 %     | 0 %     |
| Промислова хімічна продукція | 40 %    | 40 %    |
| Продукція, пов'язана з транспортними засобами | 0 %     | 0 %     |
| Інше | 20 %    | 20 %    |
| Усього підприємств | 5       | 5       |

#### Сфера послуг
| \| Підприємства міста, що працюють у сфері послуг, за діяльністю \| Підприємства міста, що працюють у сфері послуг, за діяльністю \| Підприємства міста, що працюють у сфері послуг, за діяльністю \| \| Рік \| 2002 р. \| 2001 р. \| \| ------------------------------------------------------------- \| ------------------------------------------------------------- \| ------------------------------------------------------------- \| \| Гуртова торгівля \| 26,7 % \| 26,7 % \| \| Готелі та готельний бізнес \| 33,3 % \| 26,7 % \| \| Транспорт та зв'язок \| 33,3 % \| 40 % \| \| Посередницькі фінансові послуги \| 0 % \| 0 % \| \| Послуги підприємствам \| 0 % \| 0 % \| \| Послуги фізичним особам \| 6,7 % \| 6,7 % \| \| Нерухомість та ін. \| 0 % \| 0 % \| \| Усього підприємств \| 15 \| 15 \| |         |         |
| Підприємства міста, що працюють у сфері послуг, за діяльністю |         |         |
| Рік | 2002 р. | 2001 р. |
| Гуртова торгівля | 26,7 %  | 26,7 %  |
| Готелі та готельний бізнес | 33,3 %  | 26,7 %  |
| Транспорт та зв'язок | 33,3 %  | 40 %    |
| Посередницькі фінансові послуги | 0 %     | 0 %     |
| Послуги підприємствам | 0 %     | 0 %     |
| Послуги фізичним особам | 6,7 %   | 6,7 %   |
| Нерухомість та ін. | 0 %     | 0 %     |
| Усього підприємств | 15      | 15      |

## Житловий фонд
У 2001 р. 1,3 % усіх родин (домогосподарств) мали житло метражем до 59 м², 5,7 % — від 60 до 89 м², 44,7 % — від 90 до 119 м² і
48,4 % — понад 120 м².
З усіх будівель у 2001 р. 23,9 % було одноповерховими, 67,6 % — двоповерховими, 8 % — триповерховими, 0,5 % — чотириповерховими і жодгого з п'ятьма та більше поверхами.

## Автопарк
| \| Автомобілі, зареєстровані у місті, за призначенням \| Автомобілі, зареєстровані у місті, за призначенням \| Автомобілі, зареєстровані у місті, за призначенням \| \| Рік \| 2006 р. \| 2005 р. \| \| -------------------------------------------------- \| -------------------------------------------------- \| -------------------------------------------------- \| \| Приватні автомобілі \| 55,9 % \| 54,6 % \| \| Мотоцикли \| 10,1 % \| 9,9 % \| \| Вантажівки \| 27,1 % \| 28,3 % \| \| Трактори \| 1,5 % \| 1,7 % \| \| Автобуси та ін. \| 5,5 % \| 5,5 % \| \| Усього автомобілів \| 547 шт. \| 527 шт. \| |         |         |
| Автомобілі, зареєстровані у місті, за призначенням |         |         |
| Рік | 2006 р. | 2005 р. |
| Приватні автомобілі | 55,9 %  | 54,6 %  |
| Мотоцикли | 10,1 %  | 9,9 %   |
| Вантажівки | 27,1 %  | 28,3 %  |
| Трактори | 1,5 %   | 1,7 %   |
| Автобуси та ін. | 5,5 %   | 5,5 %   |
| Усього автомобілів | 547 шт. | 527 шт. |

## Вживання каталанської мови
У 2001 р. каталанську мову у місті розуміли 95,2 % усього населення (у 1996 р. — 96,5 %), вміли говорити нею 87,8 % (у 1996 р. — 88,8 %), вміли читати 87,2 % (у 1996 р. — 86,2 %), вміли писати 62,6 % (у 1996 р. — 62,4 %). Не розуміли каталанської мови 4,8 %.

## Політичні уподобання
У виборах до Парламенту Каталонії у 2006 р. взяло участь 249 осіб (у 2003 р. — 286 осіб). Голоси за політичні сили розподілилися таким чином:
| \| Вибори до Парламенту Каталонії \| Вибори до Парламенту Каталонії \| Вибори до Парламенту Каталонії \| \| Рік \| 2006 р. \| 2003 р. \| \| -------------------------------------- \| ------------------------------ \| ------------------------------ \| \| Конвергенція та Єднання (CiU) \| 42,6 % \| 51,7 % \| \| Соціалістична партія Каталонії (PSC) \| 12,9 % \| 7,7 % \| \| Народна партія (PP) \| 10 % \| 10,5 % \| \| Ініціатива за Каталонію — Зелені (ICV) \| 4,4 % \| 3,5 % \| \| Республіканська лівиця Каталонії (ERC) \| 27,3 % \| 26,6 % \| \| Громадяни — Громадянська партія (C's) \| 1,2 % \| 0 % \| \| Інші \| 1,6 % \| 0 % \| |         |         |
| Вибори до Парламенту Каталонії |         |         |
| Рік | 2006 р. | 2003 р. |
| Конвергенція та Єднання (CiU) | 42,6 %  | 51,7 %  |
| Соціалістична партія Каталонії (PSC) | 12,9 %  | 7,7 %   |
| Народна партія (PP) | 10 %    | 10,5 %  |
| Ініціатива за Каталонію — Зелені (ICV) | 4,4 %   | 3,5 %   |
| Республіканська лівиця Каталонії (ERC) | 27,3 %  | 26,6 %  |
| Громадяни — Громадянська партія (C's) | 1,2 %   | 0 %     |
| Інші | 1,6 %   | 0 %     |

У муніципальних виборах у 2007 р. взяло участь 365 осіб (у 2003 р. — 323 особи). Голоси за політичні сили розподілилися таким чином:
| \| Муніципальні вибори \| Муніципальні вибори \| Муніципальні вибори \| \| Рік \| 2007 р. \| 2003 р. \| \| -------------------------------------- \| ------------------- \| ------------------- \| \| Конвергенція та Єднання (CiU) \| 40,8 % \| 52,3 % \| \| Соціалістична партія Каталонії (PSC) \| 58,6 % \| 0 % \| \| Народна партія (PP) \| 0 % \| 0 % \| \| Ініціатива за Каталонію — Зелені (ICV) \| 0 % \| 0 % \| \| Республіканська лівиця Каталонії (ERC) \| 0 % \| 0 % \| \| Громадяни — Громадянська партія (C's) \| 0 % \| 0 % \| \| Інші \| 0,5 % \| 47,7 % \| |         |         |
| Муніципальні вибори |         |         |
| Рік | 2007 р. | 2003 р. |
| Конвергенція та Єднання (CiU) | 40,8 %  | 52,3 %  |
| Соціалістична партія Каталонії (PSC) | 58,6 %  | 0 %     |
| Народна партія (PP) | 0 %     | 0 %     |
| Ініціатива за Каталонію — Зелені (ICV) | 0 %     | 0 %     |
| Республіканська лівиця Каталонії (ERC) | 0 %     | 0 %     |
| Громадяни — Громадянська партія (C's) | 0 %     | 0 %     |
| Інші | 0,5 %   | 47,7 %  |